# Hallock (Minnesota)
Hallock er en amerikansk by og admistrativt centrum i det amerikanske county Kittson County i staten Minnesota. I 2000 havde byen et indbyggertal på 1.196.

## Ekstern henvisning
- Hallocks hjemmeside (engelsk) (Webside ikke længere tilgængelig)

48°46′28″N 96°56′47″V / 48.774444444444°N 96.946388888889°V